# Eyprepocnemis rentzi
Eyprepocnemis rentzi är en insektsart som beskrevs av Balderson och X.-c. Yin 1987. Eyprepocnemis rentzi ingår i släktet Eyprepocnemis och familjen gräshoppor. Inga underarter finns listade i Catalogue of Life.